# Liste der Monuments historiques in Béhoust
Die Liste der Monuments historiques in Béhoust führt die Monuments historiques in der französischen Gemeinde Béhoust auf.

## Liste der Bauwerke
| Bezeichnung | Beschreibung                                      | Standort | Kennzeichnung | Schutzstatus | Datum | Bild           |
| ----------- | ------------------------------------------------- | -------- | ------------- | ------------ | ----- | -------------- |
| Schloss     | Erbaut in der zweiten Hälfte des 18. Jahrhunderts | (Lage)   | PA00087368    | Inscrit      | 1976  | weitere Bilder |

## Liste der Objekte
- Monuments historiques (Objekte) in Béhoust in der Base Palissy des französischen Kultusministeriums